# Kathrin Rohrmüller
Kathrin Rohrmüller (connue aussi sous son nom de mariage Kathrin Hauck), née le 3 février 1983 à Rosenheim, est une joueuse de squash représentant l'Allemagne. Elle atteint en juin 2004 la 69e place mondiale sur le circuit international, son meilleur classement. Elle est championne d'Allemagne à cinq reprises entre 2007 et 2012. Son frère Rudi Rohrmüller est également joueur de squash.

## Palmarès

### Titres
- Championnats d'Allemagne : 5 titres (2007-2010, 2012)